# Robert Montgomery
Robert Montgomery (født Henry Montgomery, Jr.; 21. maj 1904 i Beacon, New York, USA, død 27. september 1981 i New York City, New York, USA) var en amerikansk skuespiller og filminstruktør. 

## Barndom
Henry Montgomery, Jr. blev født 21. maj 1904 i Beacon i New York som søn af Henry Montgomery, Sr. og Mary Weed. Hans tidlige barndomsår var privilegerede eftersom faderen var leder for New York Rubber Company. Da faderen begik selvmord i 1922 forsvandt imidlertid formuen.

## Karriere
Han debuterede på scenen i 1924 og i film fra 1929. Han var i 1930'erne en af Metro-Goldwyn-Mayers mest elegante hovedrolleaktører, men kunne også levere stærke karakterroller, bl.a. i Night Must Fall (Når mørket sænker sig, 1937). Efter hovedroller i Hitchcocks Mr. & Mrs. Smith (Lige børn leger bedst, 1941) og Alexander Halls Here Comes Mr. Jordan (Her kommer Mr. Jordan, 1941) gjorde han tjeneste i 2. verdenskrig som marineofficer, bl.a. som chef på en motortorpedobåd i Stillehavet. Han gentog denne rolle på film, i John Fords melankolske beretning fra Stillehavskrigen, They Were Expendable (Operation helvede, 1945). Som instruktør lavede Montgomery bl.a. den eksperimentelle kriminalfilm Lady in the Lake (Kvinden i søen, 1947) hvor kameraet hele tiden repræsenterer detektivens blik. I efterkrigstiden var han politisk aktiv som støttespiller for flere republikanske præsidenter, og kæmpede bl.a. mod kommercialiseringen af fjernsynsmediet.
Montgomery har fået to stjerner på Hollywood Walk of Fame.

## Privatliv
Montgomerys første ægteskab var med Elizabeth Bryan Allen som han var gift med fra 1928 til 1950. Ægteparret fik de to børn Elizabeth Montgomery og Robert Montgomery, Jr. sammen. I 1950 giftede han sig med Elizabeth "Buffy" Grant Harkness, som han var gift med frem til sin død. Montgomery døde 27. september 1981 i New York af kræft.